# Harrie Meyers
Harie Meijers (conocido como Harrie Meyers; (Maastricht, 5 de diciembre de 1879-Maastricht, 14 de abril de 1928) fue un deportista neerlandés que compitió en ciclismo en la modalidad de pista.
Ganó tres medallas en el Campeonato Mundial de Ciclismo en Pista entre los años 1900 y 1903. Además, obtuvo cinco victorias en los campeonatos de Países Bajos en la prueba de velocidad en los años 1897, 1898, 1899, 1900 y 1902, y dos victorias en el Gran Premio de París en los años 1902 y 1903.

## Medallero internacional
| Campeonato Mundial | Campeonato Mundial     | Campeonato Mundial | Campeonato Mundial       |
| Año                | Lugar                  | Medalla            | Competición              |
| ------------------ | ---------------------- | ------------------ | ------------------------ |
| 1900               | París (Francia)        | Medalla de plata   | Velocidad individual (P) |
| 1902               | Roma (Italia)          | Medalla de plata   | Velocidad individual (P) |
| 1903               | Copenhague (Dinamarca) | Medalla de bronce  | Velocidad individual (P) |